# Jacques van Oortmerssen
Jacques van Oortmerssen (Rotterdam, 28 juni 1950 – Amsterdam, 21 november 2015) was een Nederlands organist, pianist, dirigent en componist.

## Biografie
Jacques van Oortmerssen studeerde aan het Rotterdams Conservatorium orgel bij André Verwoerd en piano bij Elly Salomé. Hij zette zijn orgelstudie voort bij Marie-Claire Alain in Parijs en kreeg in 1976 de ’Prix d’ Excellence’.
Hij won in 1977 de eerste prijs van het Nationaal Improvisatie Concours in Bolsward en de tweede prijs in de Tournemire competitie van St Albans (Engeland). Sinds 1979 was hij hoofdvakdocent orgel aan het Conservatorium van Amsterdam.
In 1982 volgde hij Gustav Leonhardt op als Organiste Titulaire van de Waalse Kerk te Amsterdam, waar hij het beroemde Christian Müller orgel uit 1734 bespeelde.
Jacques van Oortmerssen was daarnaast een veel gevraagd gastdocent aan conservatoria en universiteiten over de hele wereld. Zo is hij sinds 1984 lange tijd leider van de Falun Organ Academy in Falun (Zweden) geweest, bezette hij in het Academisch jaar 1993/1994 de leerstoel voor orgelstudies (Betts Fellow in Organ Studies) aan de Universiteit van Oxford (Engeland) en was hij in het Academisch jaar 1994/1995 buitengewoon hoogleraar aan de Sibeliusacademie in Helsinki (Finland), waar hij in 2012 een eredoctoraat ontving.
Hij was tevens tussen 1999 en 2004 vaste gastdocent voor orgel aan het Conservatoire national superieur musique et de danse de Lyon (Frankrijk). Ook was hij vaste gastdocent aan het Royal Northern College of Music in Manchester (Engeland). Hij was lid van de raad van advies van het Göteborg Organ Art Centre (GOArt) van de Universiteit van Göteborg (Zweden) en tevens leider van het Bach Research Project aan deze universiteit.
Als solist trad Jacques van Oortmerssen op in vele internationale festivals, zoals de BBC Proms in de Royal Albert Hall in Londen, (Engeland), het Praagse Lente festival (Tsjechië), het Bach festival in de Thomaskirche in Leipzig (Duitsland) en het City of London Festival (Engeland). Hij heeft behalve in veel Europese landen ook opgetreden in Japan, Zuid-Korea, China, Brazilië, Mexico, de Verenigde Staten van Amerika, Canada, Zuid-Afrika en Rusland.

## Discografie

### Grammofoonplaten
- VISTA VRS 1984	Grote- of St.-Laurenskerk, Rotterdam
- VISTA VRS 1852	Waalse Kerk, Amsterdam
- VISTA VRS 1909	St. Sernin, Toulouse
- INTERSOUND 6819.048	Gemeentemuseum, Den Haag
- OK 6814.9659	Oude Kerk, Amsterdam
- NOV 0281-82	Compilatie Domkerk Utrecht
- DENON OF-7033-ND	Bovenkerk, Kampen
- INTERSOUND 6818.691	Lambertuskerk Wouw
- DENON OW-7406-ND	compilatie
- DENON OX-7173-ND	Grote Kerk, Schiedam (Sweelinck)
- INTERSOUND 6818.374	Immanuelkerk, Ermelo
- TLP 198343	Triomfatorkerk, Barendrecht

### Cd's
- DENON 33C37-7376	Grote Kerk, Schiedam
- DENON 33C37-7492	Bovenkerk, Kampen
- DENON 38C37-7021	Waalse Kerk, Amsterdam (Bach)
- DENON 38C37-7120	St. Cosmae, Stade (D)
- DENON GBS-9149	compilatie
- DENON GBS-9079	compilatie
- DENON 33C39-7441	compilatie
- DENON 28C0-1195	compilatie
- DENON 33C0-1260	compilatie
- DENON 38C37-7180	compilatie
- TECHNOSONIC PSCD25	Gemeentemuseum, Den Haag
- BIS 316	St. Lambertuskerk, Helmond
- BIS 418	Grote Kerk, Harderwijk (Mozart)
- XENOPHONE 891012	compilatie
- BIS 479	Kristinekyrka, Falun, Zweden (Brahms)
- BIS 569	Grote Kerk, Harderwijk (C.P.E. Bach)
- BIS 311506	A Journey Around C.P.E.Bach
- ASTORIA 90003	Organ Works
- IMPOGRAM 95045	Organ Works
- VANGUARD CLASSICS 99101	J.S. Bach Organ Works vol. I
- VANGUARD CLASSICS 99102	J.S. Bach Organ Works vol. II
- VANGUARD CLASSICS 99103	J.S. Bach Organ Works vol. III
- VANGUARD CLASSICS 99104	J.S. Bach Organ Works vol. IV
- VANGUARD CLASSICS 99105	J.S. Bach Organ Works vol. V
- CHALLENGE CLASSICS	J.S. Bach Organ Works vol. VI
- CHALLENGE CLASSICS	J.S. Bach Organ Works vol. VII
- CHALLENGE CLASSICS	J.S. Bach Organ Works vol. VIII
- CHALLENGE CLASSICS	J.S. Bach Organ Works vol. IX
- CHALLENGE CLASSICS	Jacques van Oortmerssen ‘Live at St.Bavo’
- VANGUARD CLASSICS 99060	French Romantic Masterpieces

## Composities
- Rondeau Reconstructie (Donemus, 1975; orgel)
- Fata Morgana (Boeijenga, 1991; orgel)
- Five chorale preludes (Tactus, 1995; orgel)

## Publicaties
- Guide to duo and trio playing (Boeijenga 1981)
- Organ Technique (GOArt, 2002)

- Bibsys: 2034916
- Bibliothèque nationale de France: cb13938081h (data)
- Gemeinsame Normdatei: 134477170
- International Standard Name Identifier: 0000 0000 8141 8011
- Library of Congress Control Number: n79146973
- MusicBrainz: ac6bbfcd-5175-4be9-bd77-f62da44b9979
- Nationale bibliotheek van Australië: 35365209
- Nederlandse Thesaurus van Auteursnamen: 087294303
- Réseau des bibliothèques de Suisse occidentale: 02-A016734539
- Virtual International Authority File: 61978227
- WorldCat: E39PBJx8DJMGBk3qw7VVPgVXBP